# Antigua catedral de Linz
La catedral de San Ignacio o simplemente antigua catedral de Linz (en alemán: Dom Sankt Ignatius o Alter Dom) es una iglesia en Linz, Austria. Fue construida entre 1669 y 1683 en estilo barroco. De 1785 a 1909 sirvió como catedral de la diócesis de Linz.
Los jesuitas construyeron la iglesia entre 1669 y 1683 según planos de Pietro Francesco Carlone. Fue erigida cerca de la universidad de los antiguos jesuitas en el extremo sur de la Hauptplatz. La iglesia se llamaba originalmente la iglesia de San Ignacio (en alemán: Ignatiuskirche) y fue dedicada a San Ignacio de Loyola, fundador de la Compañía de Jesús.
La Orden de los Jesuitas se disolvió en 1773 por decisión del papa Clemente XIII. La diócesis de Linz y St. Pölten von Passau fue fundada en 1783 con eficacia por un decreto del emperador José II (1741-1790) sin la aprobación previa de Roma. El emperador nombró obispo y designó a la antigua iglesia de la Compañía como la catedral. La diócesis no sería establecida oficialmente por un certificado papal hasta el 28 de enero de 1785. 
El primer obispo fue Ernest Johann Nepomuk, conde  Imperial von Herberstein, entronizado el 1 de mayo de 1785. Murió el 17 de marzo de 1788.  Joseph Anton Gall fue obispo desde 1788 hasta 1807. El obispo Gregorius Thomas Ziegler (1827-1852) condujo una época durante la cual se restauró la iglesia. En 1841 Roma confirmó la iglesia como la catedral de la diócesis. El obispo Franz-Josef Rudigier colocó la primera piedra de la nueva catedral en 1862. En 1909 la función de la catedral fue trasladada de la iglesia de San Ignacio a un nuevo edificio. Los jesuitas volvieron en 1909. La nueva catedral fue consagrada el 29 de abril de 1924. 

## Véase también

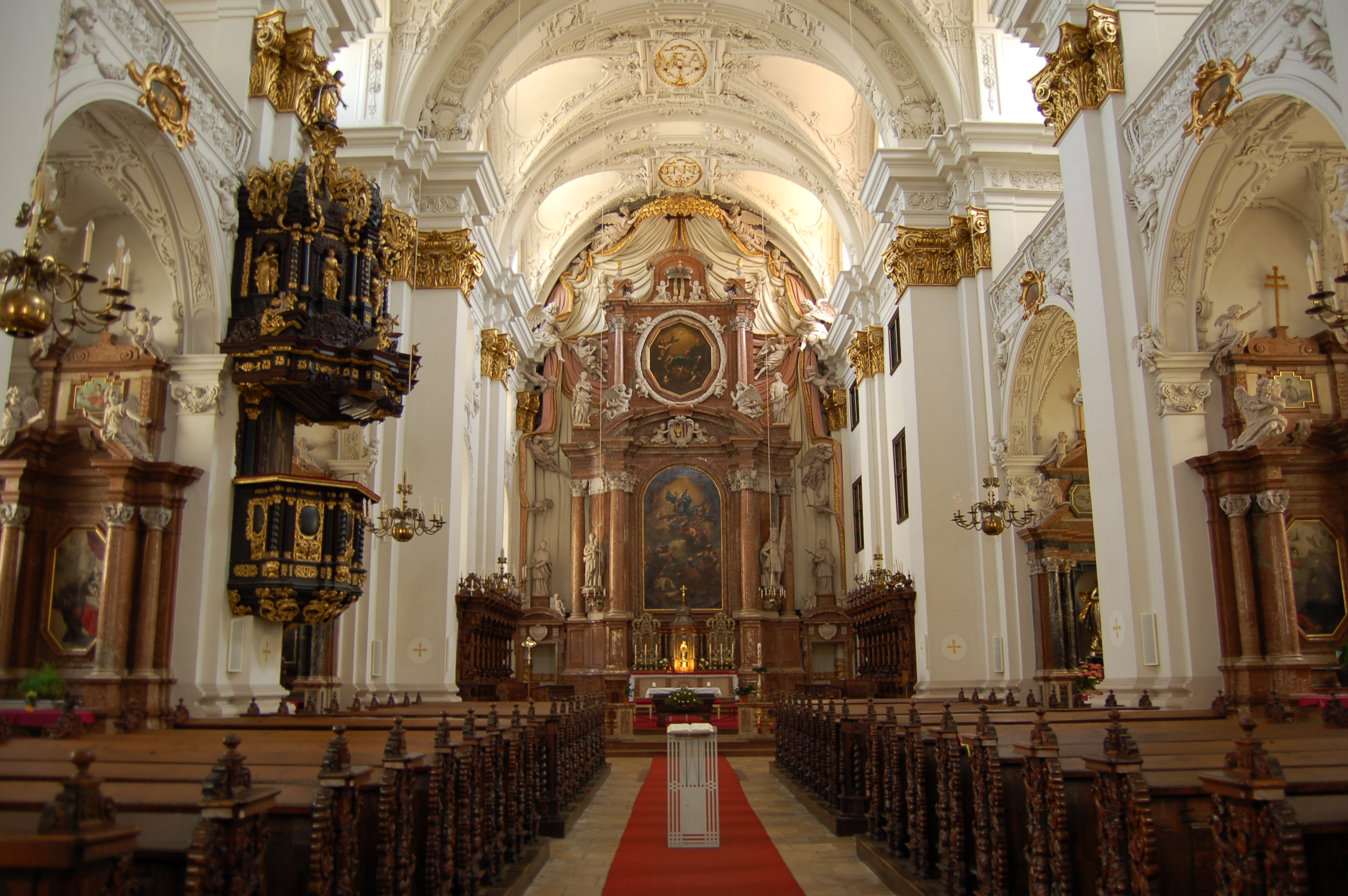
Vista interna